# 楊秉義
楊秉義（1483年—1539年），字士宜，號麟山，直隸松江府華亭縣人，匠籍，明朝政治人物。

## 生平
正德二年（1507年）丁卯科應天鄉試舉人，九年（1514年）甲戌科三甲第八名進士。授行人司行人，十二年（1517年）八月升兵科給事中，引疾歸里，十五年（1520年）起為吏科給事中，十六年（1521年）明世宗即位，楊秉義論劾司禮監太監魏彬及其弟魏英，二人被奪官，同年丁母憂，服闋，嘉靖三年（1524年）起復原職，五年（1526年）四月升吏科右給事中，六年（1527年）四月升禮科左給事中，八月升吏科都給事中，八年（1529年）九月引疾去職，十八年（1539年）卒，年五十七。

## 家族
伯父楊瑋，四川按察司副使；父楊璨，應天府府丞；叔父楊璉，正德五年舉人。子楊允儁，嘉靖四十三年舉人。